# Hagen (Neustadt am Rübenberge)
Die Ortschaft Hagen ist ein Stadtteil von Neustadt am Rübenberge in der Region Hannover in Niedersachsen.

## Geographie
Hagen liegt östlich vom Grinderwald etwa 8,5 km nördlich von Neustadt. Durch das Dorf fließt der kleine Hagener Bach als westlicher Zufluss der Leine. Nachbarorte sind Borstel, Nöpke, Dudensen, Mariensee, Eilvese und Schneeren.

## Geschichte
Hagen wird erstmals 1160 als Hachen urkundlich erwähnt. Der Ort ist als frühe Rodesiedlung und damit als Vorläufer der im Stadtgebiet vertretenen Hagenhufendörfer einzustufen. Er ist als Teil eines wendischen Freiengerichts nachzuweisen. Im späten Mittelalter bis 1540 war Hagen nach Aufzeichnungen von Jakob Grimm auch Sitz eines Holzgerichts, das 14 Dörfer am Grinderwald umfasst hat. Dieses Gericht hatte alljährlich in Hagen getagt, ehe es um 1550 nach Wölpe verlegt bzw. geschlossen wurde.
In der Zeit des Dreißigjährigen Krieges erfolgte die Zerstörung von 20 der 26 vorhandenen Höfe sowie vermutlich auch der Kirche durch Brandschatzung. In den 1850er Jahren wurde das Kirchspiel Hagen aus dem Amt Wölpe in das Amt Neustadt eingegliedert. Hagen gab 1912 seine Marktrechte auf. Ein wirtschaftlich sehr bedeutsames Ereignis für den Ort war der Bau des Bahnhofes im Jahr 1847. Der Haltepunkt Hagen (Han) an der Bahnstrecke Wunstorf–Bremen wurde 1997 verlegt und gleichzeitig die neue S-Bahn-Station gebaut.
Weltweite Bekanntheit erlangte 1914 die erste kabellose Telegrammübermittlung zwischen Europa und Amerika mittels Längstwellen (VLF) nach Errichtung des („Tele“)Funkenturm Eilvese im Eilveser Moor, westlich der B 6. Der Antennenmast stellte zu dieser Zeit mit 260 m das höchste Bauwerk des Deutschen Reiches dar und war ein einfaches Äquivalent zum Funkdienst auf dem Pariser Eiffelturm. Funktechnisch sich gegenseitig nicht störend wurde dazu in rechtwinkliger Anordnung der Mittelwellenfunk über eine fast 5 km lange erdparallele Leitungsantenne am Hagener Berg angelegt.
Im Schulwesen erfolgte 1951 der Schulneubau der zweiklassigen Schule und 1990 der Schulneubau der zweizügigen Grundschule.
Am 1. März 1974 wurde Hagen in die Stadt Neustadt am Rübenberge eingegliedert.
Ein vorläufiger Höhepunkt seiner Geschichte wurde 1981 mit der 750-Jahr-Feier begangen. Zum Ereignis wurde eine Dorfchronik herausgegeben.
Als wichtiges Instrument der Weiterentwicklung des Ortes hat Hagen 1981/86 die Dorfentwicklungsplanung Hagen erstellt. Die Dorfgemeinschaft baute 1986 in Eigenleistung ein neues Spielkreisgebäude, dem sich 1995 der Bau des Kindergartens anschloss.
Das Dorf Hagen nahm 1998 erstmals am Landeswettbewerb „Unser Dorf soll schöner werden – Unser Dorf hat Zukunft“ mit Erfolg teil.

## Politik

### Ortsrat
Durch die Gebietsreform im Jahre 1974 wurde Hagen ein Stadtteil von Neustadt a. Rbge. und bildet seitdem mit Borstel, Dudensen und Nöpke eine Ortschaft, die durch einen Ortsrat vertreten wird. Der Ortschaftsname lautet seit November 2011 Mühlenfelder Land. Der Ortsrat setzt sich aus einer Ratsfrau und zehn Ratsherren zusammen. Im Ortsrat befinden sich zusätzlich 17 beratende Mitglieder.
(Stand: Kommunalwahl 11. September 2016)
Sitzverteilung
| Wahl | SPD     | CDU     | UWG-NRÜ |
| ---- | ------- | ------- | ------- |
| 2016 | 5 Sitze | 5 Sitze | 1 Sitz  |
| 2011 | 7 Sitze | 4 Sitze | –       |
| 2006 | 5 Sitze | 4 Sitze | –       |

### Ortsbürgermeister
Der Ortsbürgermeister ist seit 2016 Heinz-Günter Jaster (SPD). Sein Stellvertreter ist Norbert Schiller (CDU).
Der Vorgänger vom jetzigen Ortsbürgermeister war von 2006 bis 2016 Günther Falldorf (SPD).

### Wappen
| Wappen von Hagen | Blasonierung: „Schild von Gold und Blau gespalten, vorne ein Buchenzweig mit fünf grünen Blättern, hinten ein silbernes Büffelhorn.“ |
| Wappen von Hagen | Wappenbegründung: Der vorne abgebildete Zweig mit den fünf grünen Blättern, das Symbol für Hagen, steht sowohl für den Grinderwald, die Entstehung des Dorfes, als auch den Ortsnamen selbst. Das hintere Büffelhorn aus dem Wappen der Grafen von Wölpe weist auf die enge Bindung von Hagen an ihre Grafschaft hin, die etwa von 1180 bis 1300 bestanden hat und dann von den Herzögen von Braunschweig-Lüneburg gekauft worden ist. |

### Partnerschaften
Der Ort pflegt seit 1966 die Dorfpatenschaft mit der Kompanie 2/33 der Bundeswehr in Luttmersen.

## Kultur und Sehenswürdigkeiten

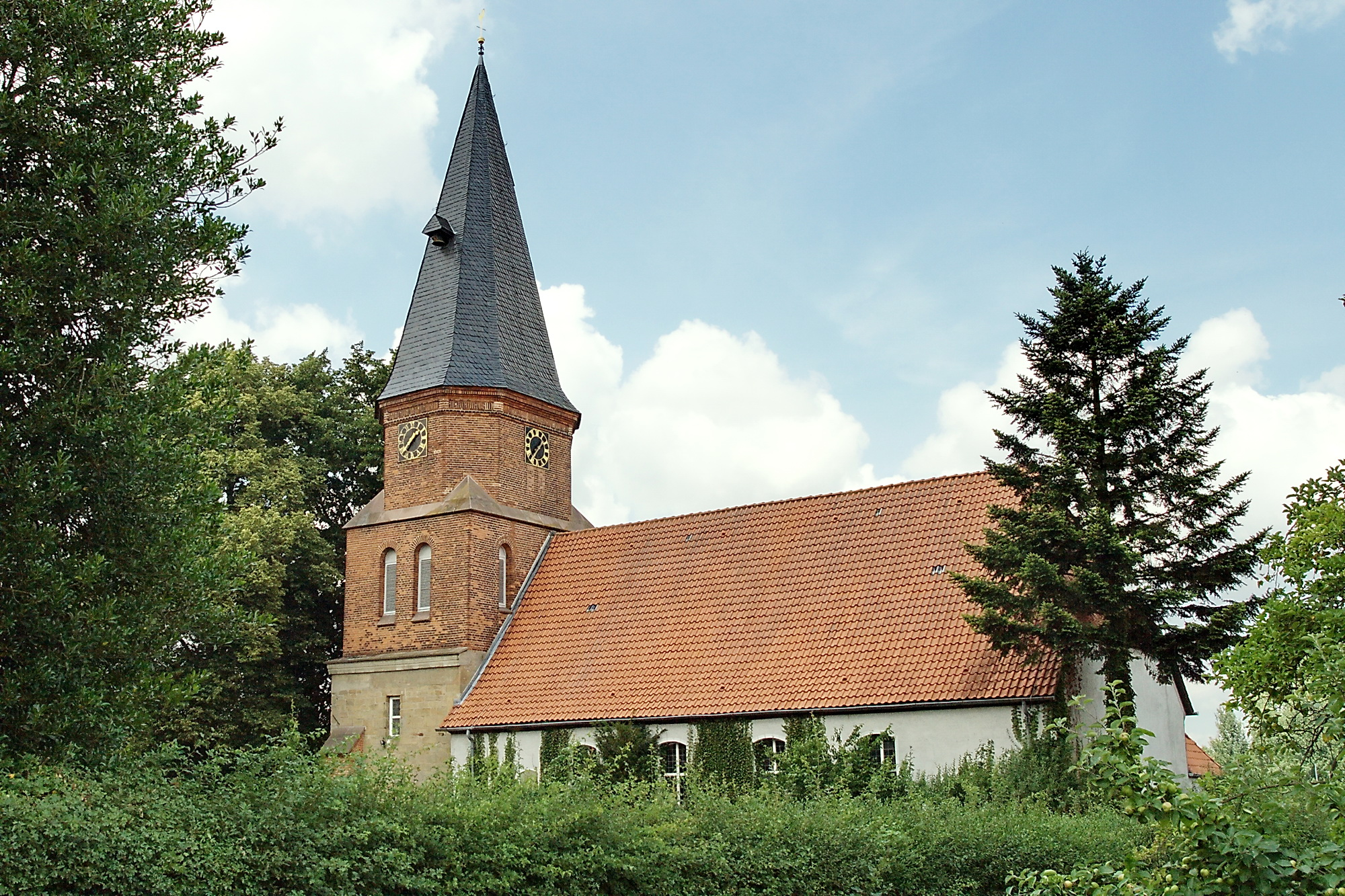
Jakobus-Kirche

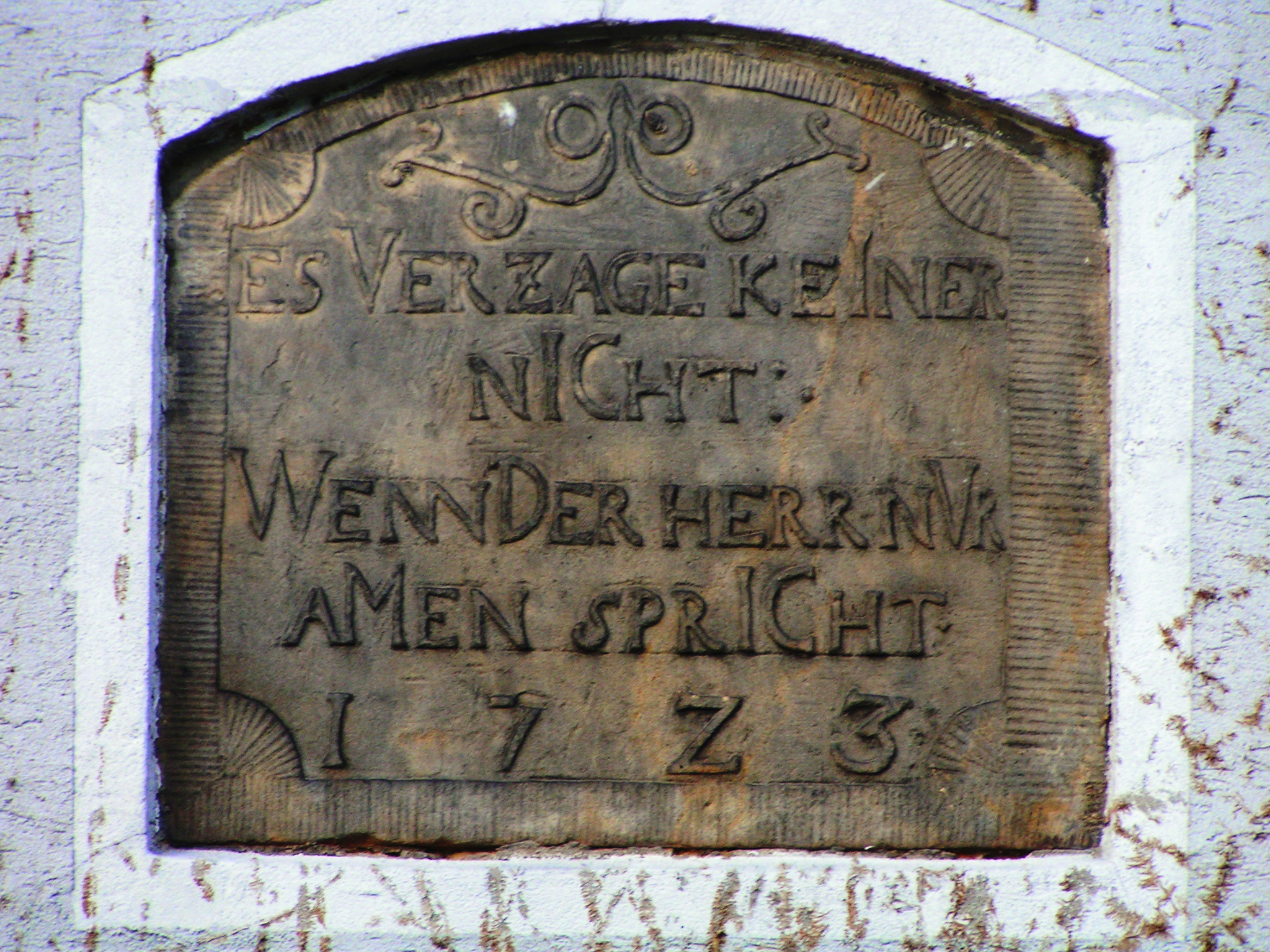
Chronogramm an der Außenwand der Jakobuskirche

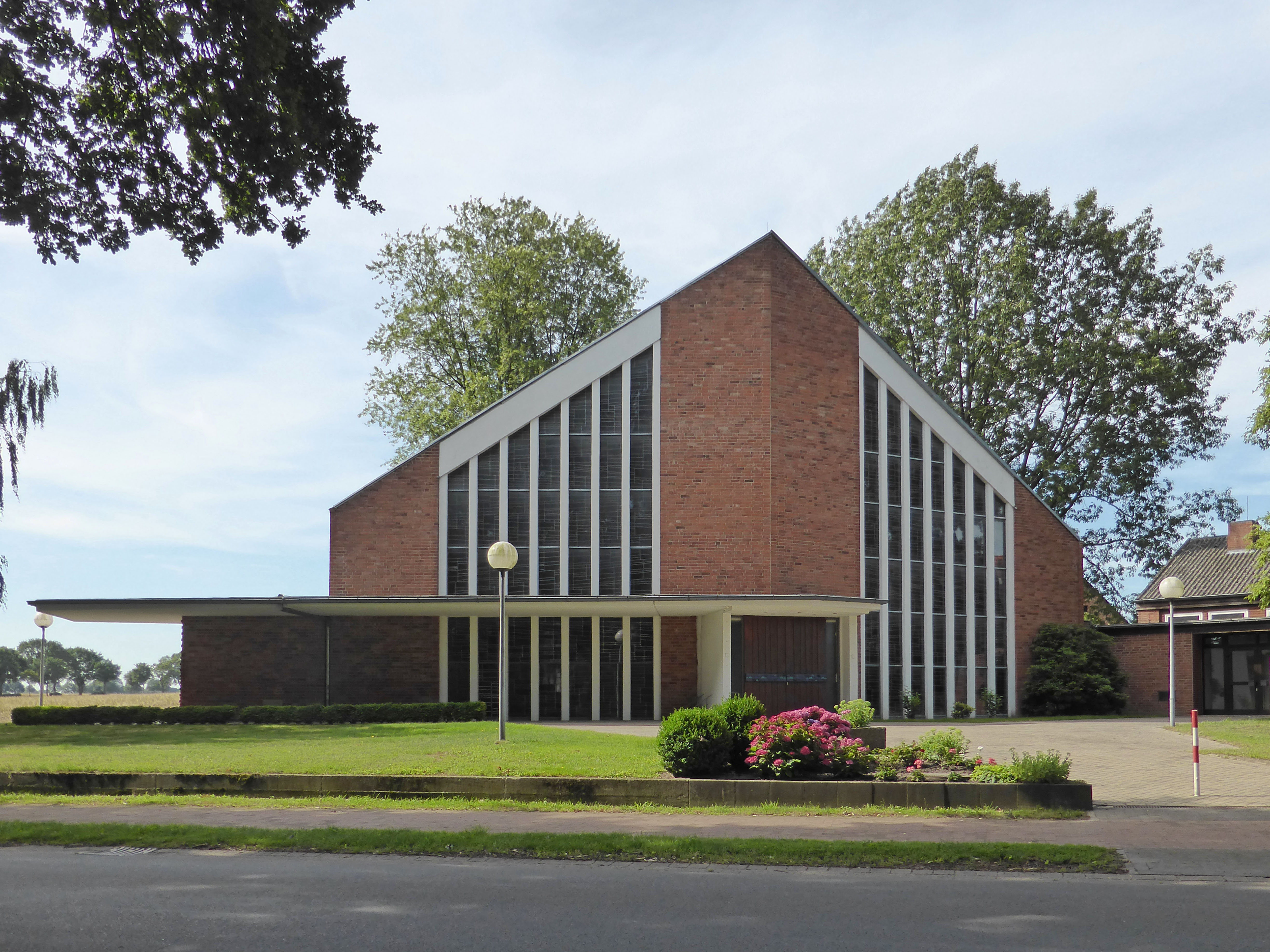
Herz-Jesu-Kirche

### Bauwerke
- Die evangelisch-lutherische Jakobus-Kirche befindet sich in der Ortsmitte, sie wurde 1723/24 auf den Grundmauern einer früheren Kirche von 1250 errichtet. Ein ungewöhnliches Detail findet sich an der Außenwand der Kirche. Dort ist die Jahreszahl in Form eines Chronogramms angebracht. In der Inschrift "ES VERZAGE KEINER NICHT, WENN DER HERR NVR AMEN SPRICHT." ergeben die groß hervorgehobenen Buchstaben als römische Ziffern gelesen die Jahreszahl 1723 (U = V; W = V+V). Die Kirchengemeinde gehört zum Kirchenkreis Neustadt-Wunstorf und umfasst neben Hagen auch Borstel und Nöpke. Die Kirchengemeinde bildet mit der Kirchengemeinde Dudensen einen Pfarrverband.
- Die katholische Herz-Jesu-Kirche befindet sich am östlichen Ortsausgang. Im seit der Reformation evangelisch-lutherisch geprägten Hagen und den umliegenden Orten ließen sich im Zuge der Flucht und Vertreibung Deutscher aus Mittel- und Osteuropa 1945–1950 wieder Katholiken nieder, für die 1964 die Grundsteinlegung für einen Kirchenneubau erfolgte. 1965 erfolgte die Kirchweihe der Herz-Jesu-Kirche durch Bischof Heinrich Maria Janssen,[11] sie gehört heute zur Pfarrgemeinde St. Peter und Paul in Neustadt am Rübenberge.

### Baudenkmäler
→ Siehe: Liste der Baudenkmale in Hagen

### Sport
Erste Grundlagen zur Förderung des Sports legte Hagen 1970 mit dem Bau der Turnhalle. Das wurde 1975 mit der Einweihung des Sportgeländes fortgesetzt, dem 1993 die Einweihung eines zweiten Sportplatzes auf der Sportanlage folgte. Die Einweihung eines neuen Schützenhauses schloss sich 1998 an.

## Wirtschaft und Infrastruktur
Der Ort Hagen ist über die L192 mit Neustadt a.Rbg. verbunden. Der Haltepunkt Hagen (Han), der Bahnhofskategorie 6 an der Bahnstrecke Wunstorf–Bremen wird im Stundentakt von der S-Bahn Hannover bedient.
| Linie | Verlauf | Takt   |
| ----- | --- | ------ |
| S 2   | Nienburg (Weser) – Linsburg – Hagen (Han) – Eilvese – Neustadt am Rübenberge – Poggenhagen – Wunstorf – Dedensen-Gümmer – Seelze – Letter – Hannover-Leinhausen – Hannover-Nordstadt – Hannover Hbf – Hannover Bismarckstraße – Hannover-Linden/Fischerhof – Hannover-Bornum – Empelde – Ronnenberg – Weetzen – Lemmie – Wennigsen (Deister) – Egestorf (Deister) – Kirchdorf (Deister) – Barsinghausen – Winninghausen – Bantorf – Bad Nenndorf – Haste (Han) Stand: Fahrplanwechsel Juni 2022 | 60 min |